# Odorrana splendida
Odorrana splendida (japanisch アマミイシカワガエル Amami-Ishikawa-Gaeru) ist eine Froschart, die auf der japanischen Insel Amami-Ōshima verbreitet ist. Sie wird als stark gefährdet eingestuft. Die am nächsten verwandte Art ist Odorrana ishikawae, die im Norden der Insel Okinawa vorkommt.

## Beschreibung
Odorrana splendida

Link zum Bild

Odorrana splendida weist zwei Morphen unterschiedlicher Größe auf. Bei beiden sind die Weibchen zudem größer als die Männchen (Sexualdimorphismus). Die Kopf-Rumpf-Länge der Weibchen liegt für die große Morphe bei 11,2 bis 13,7 cm und für die gewöhnliche bei 9,5 bis 11,1 cm. Bei den Männchen sind es 11,1 bis 12,4 cm bzw. 7,4 bis 10,9 cm. Die Färbung ist für die verschiedenen Morphen und Geschlechter ähnlich. Die Grundfarbe reicht rückenseitig von hellgelb bis grün. Die dort zahlreichen Tuberkel haben gelbgrüne Spitzen und sind von dunkelvioletten bis goldbraunen Flecken umgeben, welche einen schroffen, violettschwarzen Rand aufweisen. Die Ränder der Flecken sind häufig von kleineren Tuberkeln mit hellen Spitzen bedeckt. Die Bauchseite ist im Gegensatz zur Rückenseite glatt und milchig weiß gefärbt und weist mittelgroße graue Flecken am Hals und im oberen Brustbereich sowie undeutlichere Flecken am unteren Bauch auf. Der Kopf ist in der Regel etwas breiter als lang mit stumpfer Schnauze und Canthus rostralis. Die Nasenlöcher befinden sich näher an der Spitze der Schnauze als an den Augen und ihr Durchmesser beträgt etwa das 1,8-fache des Tympanums (Trommelfell). Die Vorderbeine weisen keine Schwimmhäute zwischen den Fingern auf, jedoch finden sich Schwimmhäute zwischen den Zehen. Die Fingerlänge ist für den dritten Finger am größten und absteigend für den ersten, zweiten und vierten. Für die Zehen ist die Längenreihenfolge 4 > 5 > 3 > 2 > 1. Die Männchen haben paarige Schallblasen und Stimmöffnungen an den Mundwinkeln.
Die Kaulquappen erreichen eine maximale Kopf-Rumpf-Länge von 18,5 mm.
Auf Amami-Ōshima kommen noch zwei weitere Froscharten vor: Babina subaspera und die Schwesterart Odorrana amamiensis. Beide Arten können anhand der Körpergröße und der aufgesuchten Gewässer von O. splendida unterschieden werden. So ist Babina subaspera größer und O. amamiensis kleiner als O. splendida.

## Vorkommen
Odorrana splendida ist auf der Insel Amami-Ōshima endemisch, die in der Präfektur Kagoshima liegt. Auf der Insel hat die Froschart ein Verbreitungsgebiet von etwa 436 km². Die große Morphe von Odorrana splendida findet sich nur im Gebiet der Gemeinde Uken im Westen der Insel und kommt nicht überlappend mit der gewöhnlichen vor. Auf Amami-Ōshima herrscht maritimes, subtropisches Klima. Es ist das ganze Jahr über warm und regnerisch und die Luftfeuchtigkeit mit Ausnahme der Wintermonate hoch. Die Jahresdurchschnittstemperatur liegt für Uken bei 20,3 °C.

## Lebensweise
Die Froschart ernährt sich von auf dem Boden lebenden Wirbellosen, insbesondere aus der Langfühlerschreckenfamilie Rhaphidophoridae.
Die Paarungszeit dauert von Januar bis Mai und findet im Februar bis März ihr Maximum. Die Männchen geben ihre Paarungsrufe von Bäumen oder Felsen aus ab. Die Rufe bestehen aus einem einzelnen hohen Ton mit einer Frequenz von 1,4 kHz. Die Frösche laichen in Felsspalten und unter dem Grund von Quellflüssen in Gebieten mit geringer Fließgeschwindigkeit und zahlreichen Felsen. Die Kaulquappen teilen sich teilweise ihre Gewässer mit der Froschart Babina subaspera und verbleiben über zwei Jahre in diesen. Sie metamorphisieren von Ende Juni bis Anfang September zu ihrer terrestrischen Form.

## Gefährdung und Schutz
Die International Union for Conservation of Nature (IUCN, „Weltnaturschutzunion“) stuft die Art als stark gefährdet ein, jedoch den Populationstrend als stabil. Auch auf der nationalen Roten Liste gefährdeter Arten Japans von 2020 wird sie als stark gefährdet gelistet. Eine Bedrohung ist der Verlust und die Fragmentierung von Lebensräumen an den Wasserläufen durch Abholzungen und den Bau von Siedlungen, Straßen und Dämmen. Auch wurden auf Amami-Ōshima 1979 Goldstaubmungos zur Bekämpfung von Habuschlangen und Hausratten ausgesetzt, die den Bestand dezimierten. Inzwischen sind diese jedoch wieder weitestgehend ausgerottet worden. Einige Frösche werden für den Tierhandel in Japan und den USA gesammelt.
Teile von Amami-Ōshima gehören zum seit 2017 bestehenden Amamiguntō-Nationalpark und die Inseln Amami-Ōshima, Tokunoshima, Iriomote und der nördliche Teil der Insel Okinawa stehen darüber hinaus seit 2021 auf der Liste des UNESCO-Weltnaturerbes. Die Art ist zudem seit 22. April 2003 in der Präfektur Kagoshima als Naturdenkmal ausgewiesen.

## Systematik
Odorrana amamiensis ist eine Art aus der Familie der Echten Frösche (Ranidae). Die Erstbeschreibung erfolgte 2011 durch Mitsuru Kuramoto, Naoki Satou, Shohei Oumi, Atsushi Kurabayashi und Masayuki Sumida und wies die auf Amami-Ōshima lebende Population von Odorrana ishikawae als eigene Art aus. Das Typusexemplar stammt aus der Gemeinde Yamato, welche auf der Nordwestseite der Insel liegt. Der Artname splendida leitet sich von dem lateinischen Wort splendidus ab, welches „glänzend“/„strahlend“/„prächtig“ bedeutet und sich auf die Färbung der Froschart bezieht, welche oft als „schönster Frosch Japans“ bezeichnet wird.
In Japan endemische Arten der Gattung Odorrana umfassen neben O. splendida noch O. amamiensis ebenfalls auf Amami-Ōshima, O. narina und O. ishikawae im Norden der Insel Okinawa sowie O. supranarina und O. utsunomiyaorum auf den Yaeyama-Inseln. Auf der nahegelegenen Insel Taiwan findet sich zudem die morphologisch ähnliche Art O. swinhoana. Am nächsten verwandt ist O. splendida mit O. ishikawae. Die beiden Arten divergierten wahrscheinlich während des frühen Pleistozäns, nachdem sich die Landmasse von Amami-Okinawa in zwei separate Inseln aufgeteilt hatte. Die sympatrisch mit O. splendida vorkommende Schwesterart O. amamiensis ist mit ihr dagegen weniger nah verwandt als sogar einige auf dem asiatischen Kontinent verbreitete Arten. Odorrana drang somit zweimal nach Norden in die Ryūkyū-Inseln vor. Für den Vorfahr von O. splendida und O. ishikawae wird der betreffende Zeitraum auf vor 7,9 bis 18,0 Millionen Jahren im mittleren Miozän geschätzt, während sich der Vorfahr der anderen auf den Inseln vorkommenden Arten vermutlich von denen auf dem asiatischen Kontinent im späteren Miozän vor etwa 5,4 bis 12,3 Millionen Jahren trennte, als die Landmassen ebenfalls noch miteinander verbunden waren.